# Pygmémålla
Pygmémålla (Dysphania pumilio) är en amarantväxtart som först beskrevs av Robert Brown och fick sitt nu gällande namn av Sergej Mosyakin och Steven Earl Clemants. 
Pygmémålla ingår i släktet doftmållor och familjen amarantväxter. Inga underarter finns listade i Catalogue of Life.